# Dollard Fournier
Pour les articles homonymes, voir Fournier.
Capitaine Dollard Fournier (OBE) (22 novembre 1909 - 23 janvier 1997) est un marin du Canada. Il travailla pour la compagnie Imperial Oil durant 40 ans. Il a été le capitaine de deux des plus gros navires de cette compagnie, l' Imperial St Lawrence et l' Imperial Ottawa. Il prit sa retraite en 1972.

## Biographie

### Jeunesse et formation

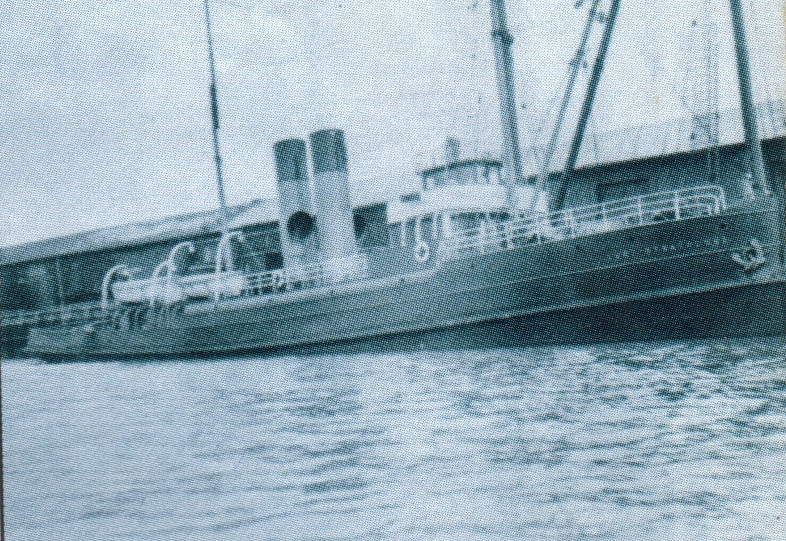
Le remorqueur S.S.Lord Strathcona, le premier emploi de Dollard Fournier.

À l'été 1924, alors qu'il avait 15 ans, il s'embarque sur le remorqueur Lord Strathcona, qui appartenait à la compagnie Quebec Salvage Ltd. Son père est gardien à la Grosse Île, près de Québec et personne dans sa famille ne travaille sur des navires. Ce qui fut un travail d'été détermina le reste de sa carrière. Après un travail pour déséchouer le Essex County près de l'île Anticosti pour lequel le capitaine du remorqueur lui avait assuré qu'il serait revenu à temps pour le début de ses études, il manque le début de ses cours au collège et continue à travailler sur le remorqueur. "J'ai cru le capitaine... mais nous sommes revenus à Québec à la fin de novembre" dira-t-il plus tard. Il travaille par la suite pour la Clarke Steamship Ltd et pour la Canadian National Steamship.
En 1932, il s'embarque pour un salaire de 30$ par mois comme marin pour la compagnie pétrolière Imperial Oil à bord du Victolite et comme tout le prédestine à la vie en mer, il décide d'étudier pour devenir officier de la marine marchande. En 1936 il devient Premier officier. Il fut Chef officier par la suite sur le S.S. Trontolite.

C'est en 1943 qu'il obtient son premier commandement sur le Point Pelee Park, un cargo transformé en pétrolier qu'il décrivait lui-même comme une "fausse couche". Il ira par la suite de commandement en commandement, de navire en navire, jusqu'à obtenir les deux plus gros navires de la flotte. Il participa à la Deuxième Guerre mondiale en faisant partie d'un grand nombre de convois. Il fut cité six fois pour bravoure au cours du conflit et fut décoré de l'Ordre de l'Empire britannique à titre d'officier. Il prit sa retraite en 1972 alors qu'il commandait le plus gros navire de la flotte d'Imperial Oil.

## Sa carrière sur ces premiers navires

### S.S. Victolyte (1932)
Ce fut le premier navire avec la compagnie Imperial Oil. Le navire avec lequel sa carrière commença et où il prit la décision d'étudier afin de devenir officier de la marine marchande. Il commença comme marin sur ce navire en mai 1932 et quatre ans plus tard il devenait 1er officier.
- Numéro Officiel 1160197,
- Année de construction : 1928     Date de lancement: 21 février 1928
- Port d'enregistrement: Toronto
- Propulsion: Vapeur
- Tonnage: 11403 grt
- Longueur: 510 pied (155.5 m)
- Largeur: 68 pied (20.7 m)
- Propriétaire: Imperial Oil Company, Toronto.
- Destruction Le navire fut coulé par le sous-marin allemand U564 le 10 février 1942.

### S.S. Trontolite (1940)
Sur ce navire, il navigua comme chef officier durant la Deuxième Guerre. C'est à cette époque qu'il commença à participer à des convois de ravitaillement de l'Europe en essence d'aviation. Ils faisaient une cible de luxe pour les sous-marins (U boot) allemands ; les traversées étaient particulièrement dangereuses.
- Numéro Officiel 141680
- Type de navire: Pétrolier
- Année de construction : 1918 mais opéré par Imperial Oil à partir de 1923
- Chantier Maritime: Skinner & Eddy
- Tonnage: 6 883 gt
- Destruction à Halifax, 1946.

### S.S. Point Pelee Park (1943)

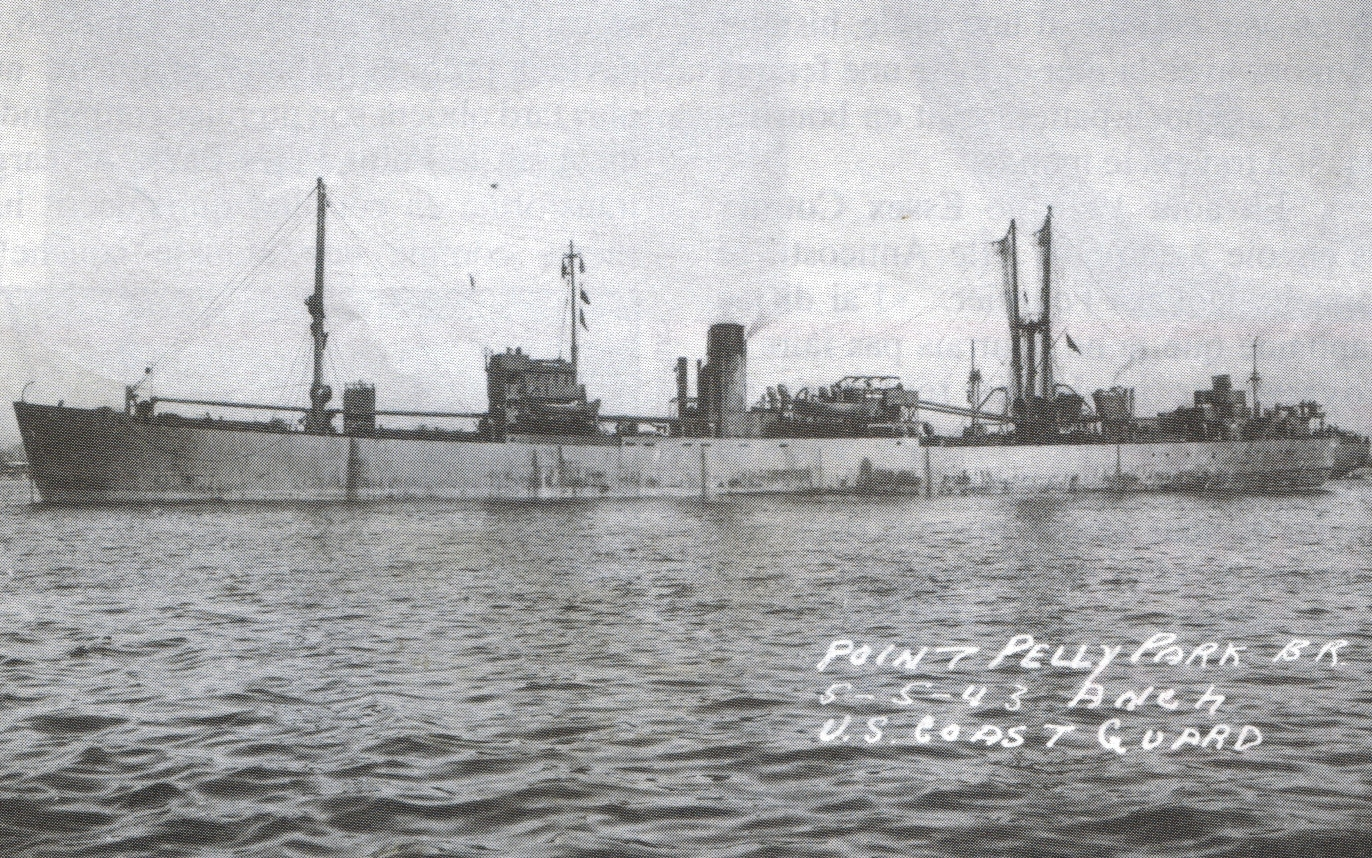
Point Pelee Park premier commandement

En juillet 1943, en plein conflit, il obtient son premier commandement sur ce pétrolier qui fonctionnait au charbon. Ce type de navire ne passait pas inaperçu avec la fumée noire que produisait le charbon pour faire chauffer les chaudières et il était difficile d'être discret dans les convois. C'est à cette époque et pour sa participation à ces convois qu'il obtient la décoration de l'Ordre de l'Empire britannique.
- Type de navire: Pétrolier
- Tonnage:7130 gt
- Constructeur: Canadian Vickers Ltd., Montreal
- Date de livraison: août 1942
- Opérateur: Imperial Oil Ltd., Toronto

En 1964, destruction du navire à Ghent, Belgique alors qu'il avait été converti en cargo depuis 1954

### Imperial Regina (1947)
Vers les années 1947, le capitaine Fournier prend le commandement de ce pétrolier.
- Tonnage: 9069 gt
- Constructeur: Vulcan-Werke
- Opérateur: Imperial Oil Ltd., Toronto

### Imperial St Lawrence (1957)

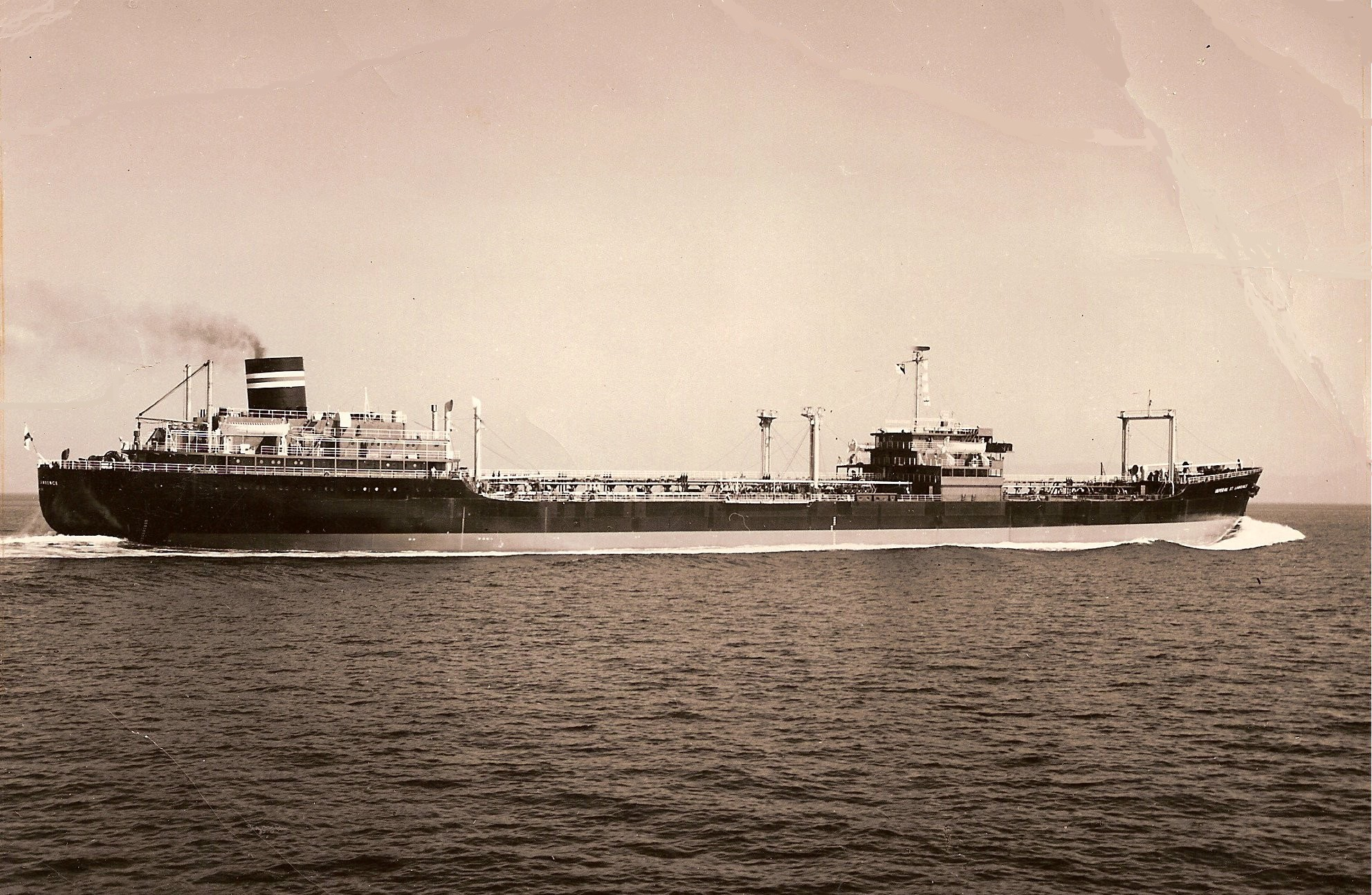
Imperial St Lawrence

Quand en 1956, la compagnie Imperial Oil fit construire l'Imperial St Lawrence, navire de 37 700 tonnes et pouvant transporter 303 680 barils de pétrole, Dollard Fournier s'en est vu confier le commandement dès son lancement au chantier naval du Japon.
À son premier voyage entre le Koweït et la Californie, le navire établit un record en franchisant la distance de 500 milles en 29 jours, soit une moyenne de 16,5 nœuds. À sa première traversée du canal de Panama, l'Imperial St Lawrence était alors le plus gros navire à avoir jamais traversé ce canal. Le Capitaine Fournier navigua une dizaine d'années dans le golfe Persique, la mer du Nord, le Venezuela et la Côte Est.
L' Imperial St Lawrence vint à une seule occasion dans le port de Québec et cet événement fut souligné par la presse régionale : il était le plus gros navire à avoir accosté dans le port à cette époque.
- Numéro Officiel: 5159595
- Date complété: 1957
- Type de navire: Pétrolier
- Déplacement; 35 555 tonnes
- Longueur hors tout: 693 pieds (211 m)
- Largeur: 91 pieds (27.7 m)

### Imperial Ottawa (1967)

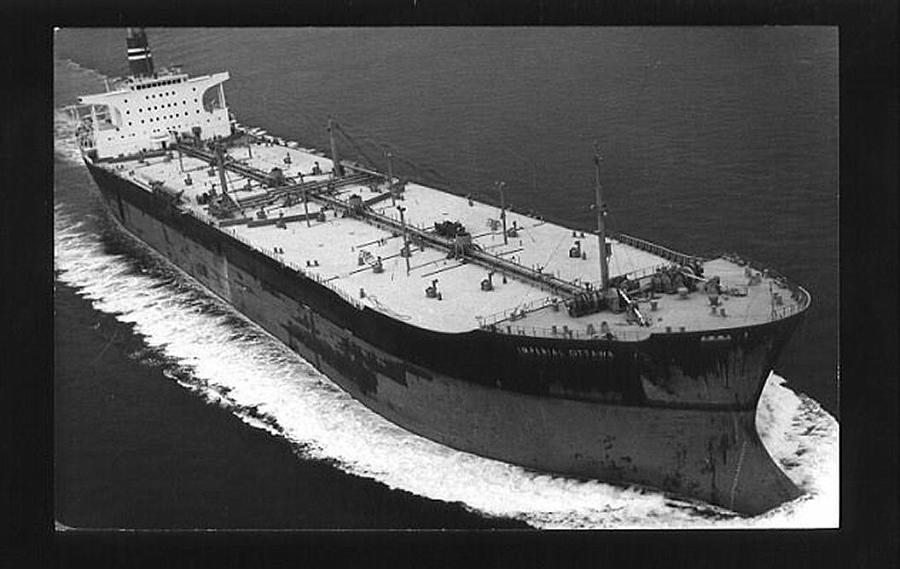
Imperial Ottawa

En 1967 le capitaine Dollard Fournier fut pressenti pour commander le Imperial Ottawa que l'on construisait au chantier naval Kawasaki au Japon. Il jaugeait 111 052 tonnes et avait un tirant d'eau de 55 pied (16.8 m). Le M.V. Imperial Ottawa est le plus gros navire au monde à ce moment, mais il ne le restera pas longtemps car dans ces années, le Japon sort des navires de plus en plus gros. Avant d'en prendre livraison, il fait des stages sur le Imperial Hampshire de 80 000 tonnes ainsi qu'au Centre de Formation de Grenoble. C'est alors qu'il est toujours commandant sur ce navire qu'il décide de prendre sa retraite (1972) pour être près de sa femme à qui on avait diagnostiqué une maladie. Quelques années plus tard, il accepte un contrat de quelques semaines sur le "Esso Montréal" à titre de conseiller pour les glaces en assistance avec le capitaine de ce navire. Il ne naviguera plus jamais par la suite et investira une grande partie de son temps à titre de membre du comité exécutif de la Société Alzheimer.
- Imperial Ottawa numéro officiel : 6711704
- Type de navire : Pétrolier
- Déplacement: 111 052 t
- Longueur hors tout : 276.5 m (907 pieds)
- Largeur : 41.5 m (136 pieds)
- En 1978 la compagnie Imperial Oil changea son nom pour le Esso Aberdeen

## Distinction
En janvier 1945, il obtient la décoration d'officier de l'Ordre de l'Empire britannique pour sa participation aux nombreux convois qu'il a effectués sur le S.S. Point Pelee Park et sur le S.S. Trontolite. Il obtient sa décoration pour « Récompense méritoire, durant toute la période de la guerre, opérant en eau dangereuse avec une cargaison extrêmement explosive ».
Un convoi typique de 40 navires peut avoir dix colonnes de large, chacune comptant quatre navires. Il est dirigé par un navire amiral, commandé par le commodore du convoi, et idéalement est escorté par des navires de guerre veillant sur les flancs. Les cargos de munitions et les pétroliers chargés de carburant aviation très volatil occupent l’intérieur des rangs. Les navires marchands sont souvent armés de canons sur le pont arrière pour se défendre contre les sous-marins glissant à la surface et les avions.

## Décès
Il décède le 23 janvier 1997 à Montréal, Québec.

## Galerie[8]

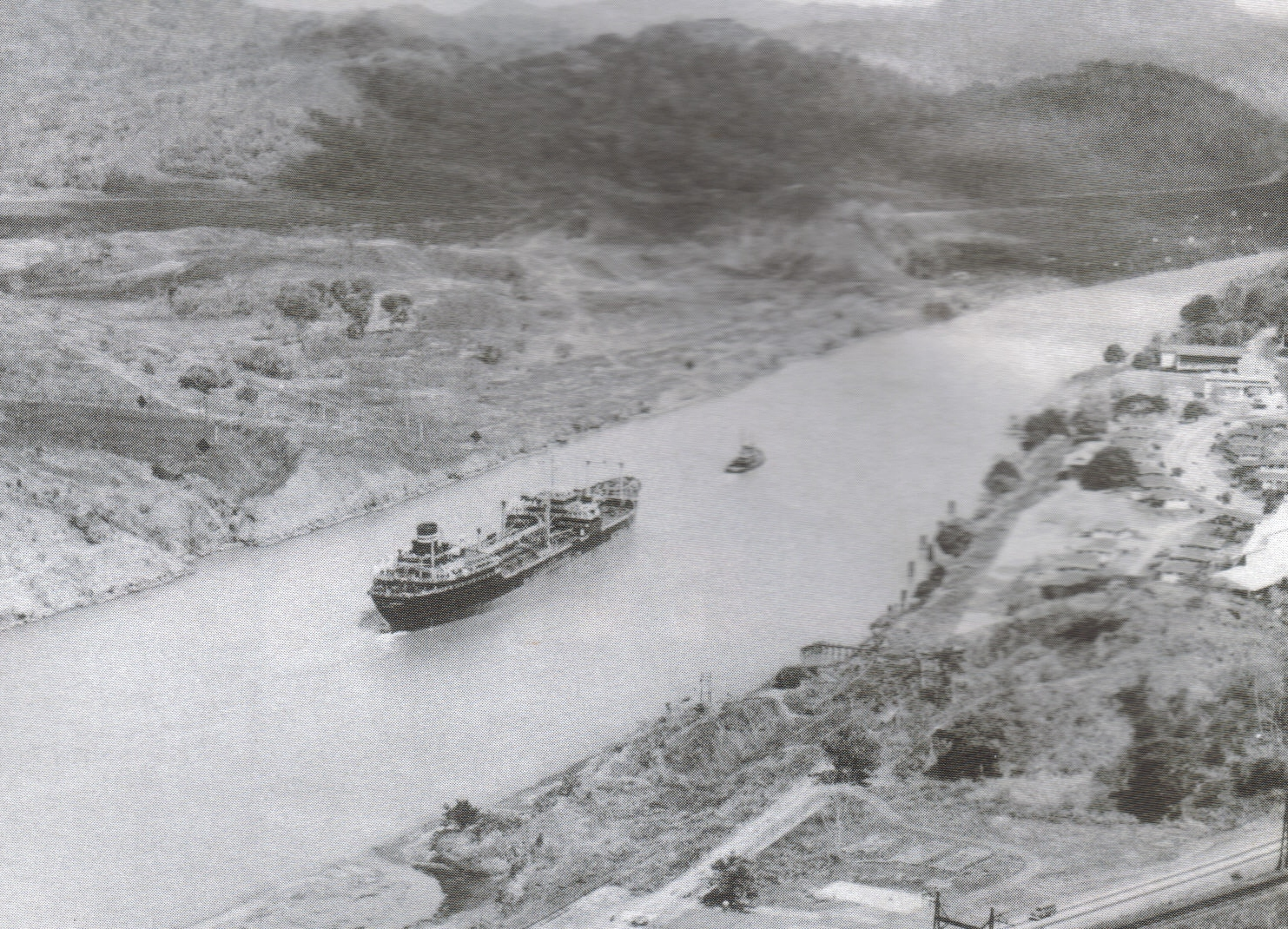
La traversée de l' Imperial St Lawrence dans le canal de Panama.
Marin (neveu du capitaine) à bord de l' Imperial Regina.
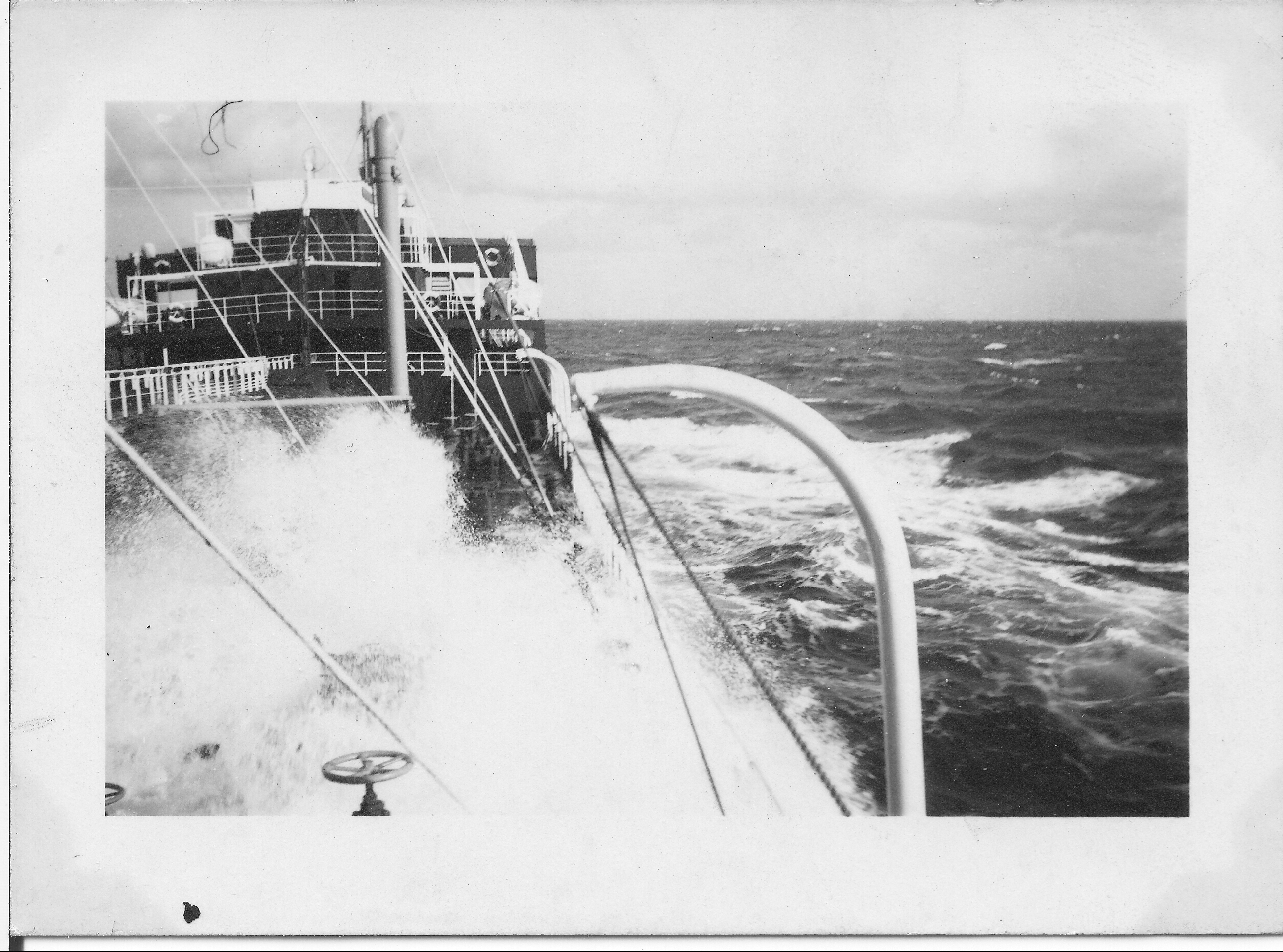
L' Imperial Regina dans le mauvais temps.
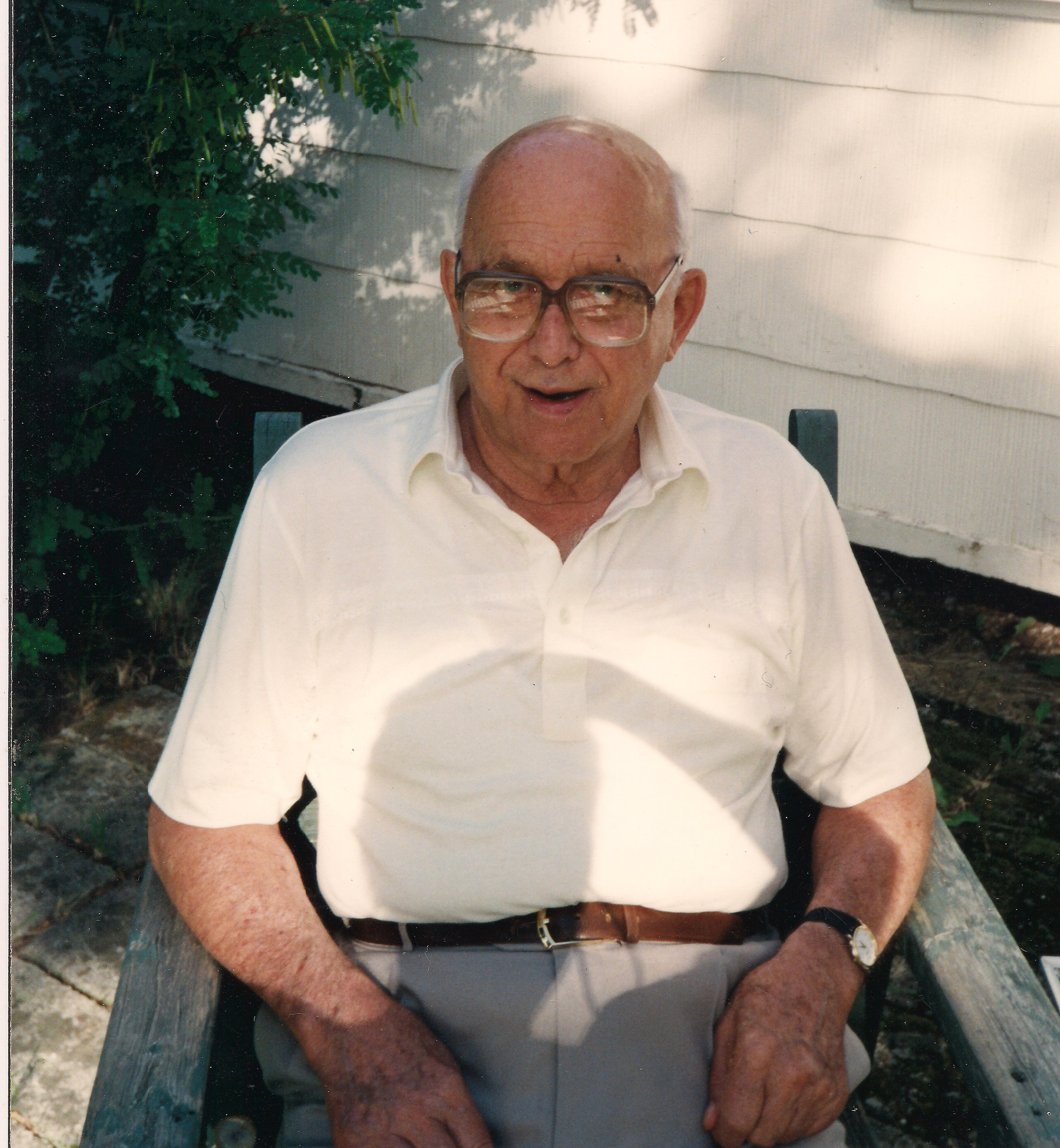
Le capitaine Fournier durant sa retraite.